# Allerheiligenkerk van Krasnoje Selo

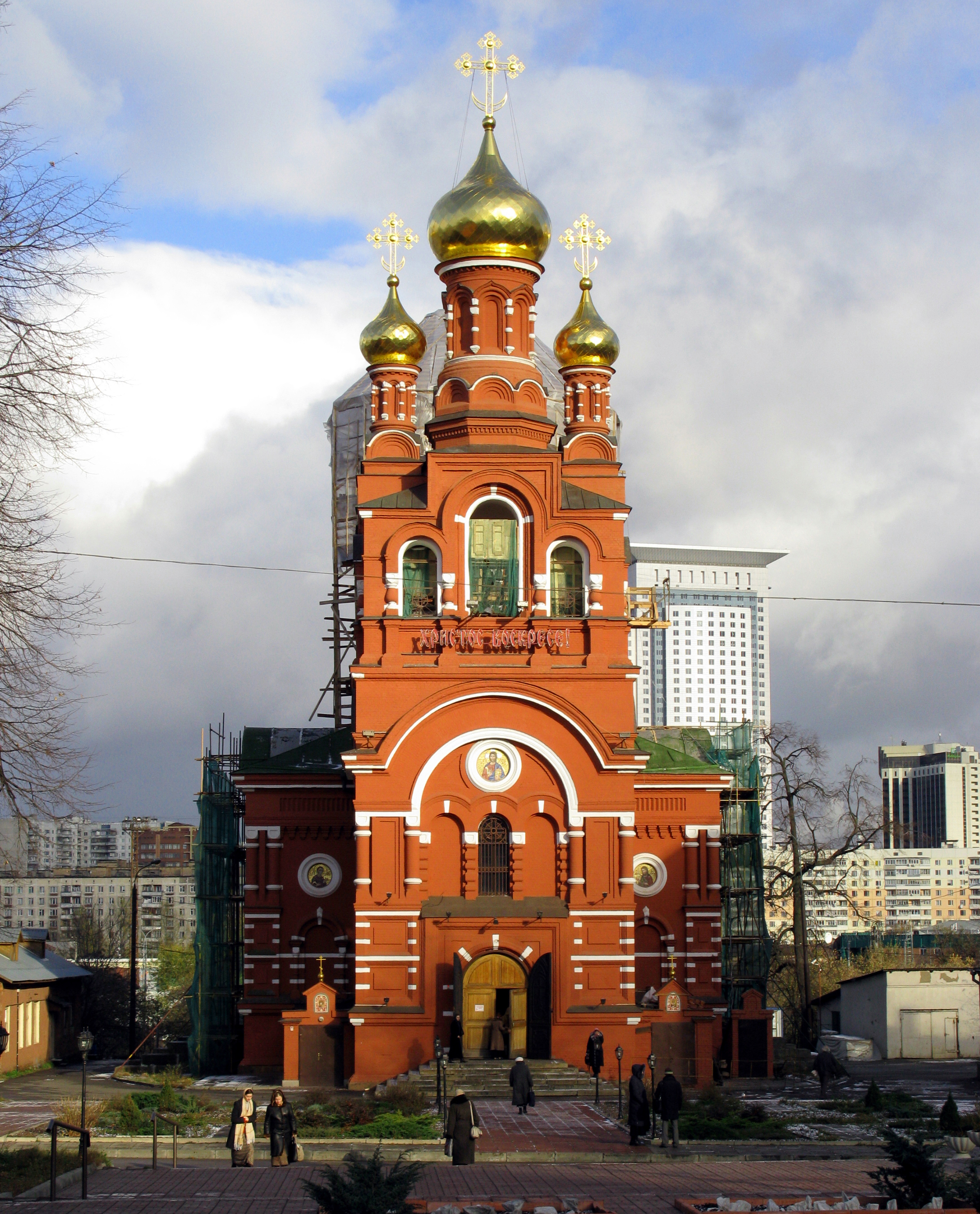
Allerheiligenkerk in Krasnoje Selo

De Allerheiligenkerk (Russisch: Храм Всех Святых) van Krasnoselski (het voormalige dorp Krasnoje Selo) is een Russisch-orthodoxe Kerk in de Russische hoofdstad Moskou. De kerk bevindt zich in het stadsdeel Krasnoselski aan de Krasnoselski pereulok.

## Geschiedenis
In 1837 werd het Alexisklooster vanuit het centrum van de hoofdstad verplaatst naar het toenmalige dorp Krasnoje Selo. Een kerkhof werd er in 1841 gewijd. In de daarop volgende jaren werden op dit kerkhof enige beroemde personen begraven. Op het kerkhof van het nieuwe klooster werd van 1887 tot 1891 de Allerheiligenkerk en een kleine kapel ter ere van de Moeder Gods van Kazan gebouwd. De door de architect A.A. Nikiforov ontworpen kerk gold als buitengewoon wegens de klokkentoren met drie koepels. De beschilderingen van het interieur van de kerk werden verricht door de icoonschilders van het Drievuldigheidsklooster van de Heilige Sergius in Sergiev Posad. Het ontwerp van de uit witte steen opgetrokken iconostase is toe te schrijven aan de bekende architect N.I. Tschitschagova.

## Sluiting
Het Alexisklooster werd in 1926 gesloten en de monialen werden uit het klooster verbannen. De kerken op het terrein kregen diverse andere bestemmingen. De Allerheiligenkerk werd als archiefruimte in gebruik genomen. Slechts twee kerken van het voormalige kloostercomplex zouden het atheïstische regime overleven: de Allerheiligenkerk en de Alexiskathedraal. De Kruiskerk en de Aartsengel Michaëlkerk werd tijdens de Sovjettijd verwoest. In de jaren 1980 van de vorige eeuw moest ten slotte ook het kerkhof van het voormalige klooster wijken wegens de aanleg van een snelweg.

## Heropening
Na de ineenstorting van de Sovjet-Unie werd de Allerheiligenkerk teruggegeven aan de Russisch-orthodoxe kerk. Sindsdien hebben omvangrijke herstelwerkzaamheden plaatsgevonden, zowel aan de Allerheiligenkerk als aan de andere gebouwen op het voormalige kloosterterrein. Bij de kerk is een armenhuis gevestigd met een kleine kapel, een zondagsschool, een atelier voor iconen en een winkel. Sinds 2005 heeft de kerk ook een eigen koor.